# Rittergut Valme
Das Rittergut Valme lag in Valme im Hochsauerlandkreis in Nordrhein-Westfalen.

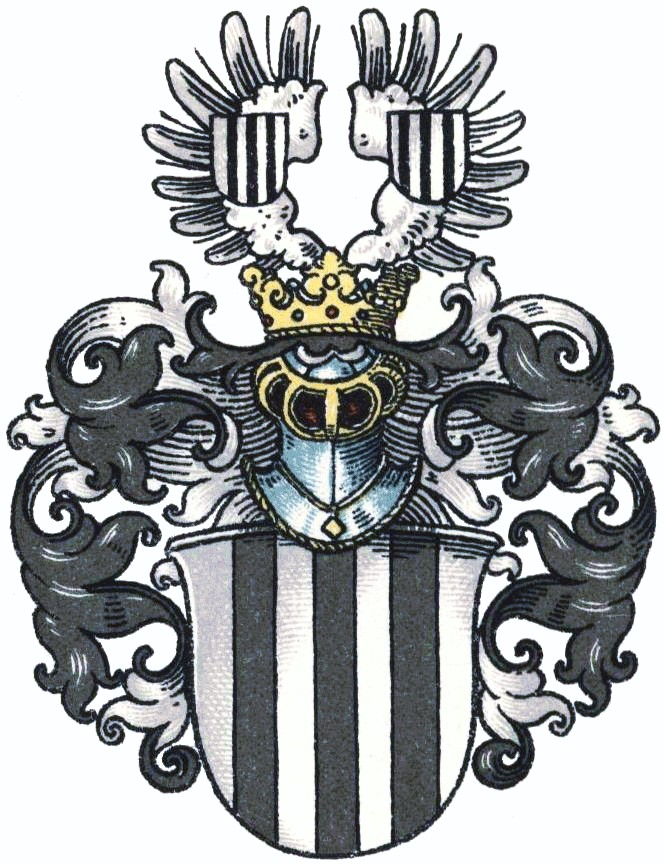
Wappen derer von Gaugreben

## Lage
Das Flüsschen Valme ist ein etwa 10 km langer, linker Zufluss der Ruhr und fließt in einem recht engen Tal bis zu seiner Mündung bei Bestwig, östlich Meschede. Am Oberlauf der Valme entstand beim Landesausbau im 13. Jahrhundert auch eine Kleinsiedlung Valme, sie wurde erstmals am 7. April 1315 erwähnt. Die Valme bildete zeitweise die Landesgrenze zwischen der Grafschaft Arnsberg und Waldeck.

## Geschichte
Valme bestand ursprünglich aus drei Freigütern, die als Rodungsinseln entstanden waren. Schon im 15. Jahrhundert wurde Valme als wüst bezeichnet, später kam seine Flur an das Niederadelsgeschlecht der Gaugreben, das in den folgenden 200 Jahren das Geschehen am Ort bestimmte. Um 1580 erhielt Jobst Hildebrand Gaugreben bei Erbteilung mit seinen Brüdern das halbe Gut Valme. Er baute Valme durch Zukauf von Wald und Gütern zum Rittergut aus.
Am 1. September 1760 vermachte Bernhardine von Gaugreben, Erbin der Rittergüter Valme und Baldeborn, die Güter ihrem Ehemann. Valme war seither ein Nebengut des Ritterguts Bruchhausen. Teile der Ländereien wurden von Zeitpächtern bewirtschaftet. Sie wurden 1824 Erbpächter und später Eigentümer. Das Gutshaus wurde zu einer nicht mehr feststellbaren Zeit abgerissen.
Valme besteht heute aus den Ortschaften Ober- und Untervalme.

## Besitzer und ihre Familien
Aus: Karl Hogrebe: Die Sauerländer Gogreven, Bigge 1939, Seite 98, Stammtafel F

### Jobst Hildebrand Gaugreben zu Valme (* um 1553 in Bruchhausen; † 19. März 1624 in Valme)
⚭ um 1585 Anna Maria Elisabeth von Dersch zu Bödefeld (* um 1560 in Bödefeld)
1. Hillebrand Gaugreben zu Medebach (* 1595; † 1660)
   ⚭ 1628 Elisabeth von Oeynhausen
   (Burgmann zu Medebach)
2. Jobst Adam Gaugreben zu Valme (Erbe)
3. Rabe Philipp Gaugreben
4. Johann Bernard Gaugreben
5. Diedrich Hermann Gaugreben
6. Anna Maria Gaugreben, ⚭ Bodo Wolf de Wrede zu Mielinghausen[1]

Jobst Gaugreben immatrikulierte sich 1570 als „Iustus Gogrebe Godelsheymensis“ in Marburg. Er wird zunächst zu Bödefeld (1586–1593), dann zu Remblinghausen (ab 1593) und später zu Valme (1624) erwähnt. Er war verheiratet mit Maria von Dersch, einer Schwester des Johann von Dersch zu Bödefeld.
Das Rittergut Bödefeld war zugunsten von Gerhard von Meschede mit 4000 fl. belastet. Diese Schulden wurden durch Jost Gaugrebe zu Valme für seinen Schwager Johann von Dersch übernommen. Hierfür hatte er Anteil an der Verwaltung und den Einkünften aus dem Gut Bödefeld.
Jobst hatte von dem Herrn von Westphalen ein Gut mit Haus in Remblinghausen, den Berghof, gekauft und Mobilien von Valme und Bödefeld nach dort schaffen lassen. Mit Einverständnis des Verkäufers sollte dieser Kauf durch Johann von Dersch bezahlt werden, wozu dieser sich auch verpflichtet hatte. Johann von Dersch bezahlte nicht, und Jobst Gaugreben musste Haus und Gut zu Remblinghausen wieder räumen. Erst Generationen später wurden die Schulden des Johann von Dersch durch Belehnung der Gaugreben mit dem Gut Elpe getilgt.
Jobst Hildebrand begründet die Valmer Linie der Gaugreben. Um 1580 erhielt Jobst Hildebrand bei der Erbteilung mit seinen Brüdern das halbe Gut Valme. Er erweiterte Valme durch Zukauf von Wald und Gütern zum Rittergut. 1590 baute er ein kleines altes Jagdschloss zum "Castrum falme" aus. 1624 wohnte Jobst Gaugreben in der Valme.

### Jobst Adam von Gaugreben zu Valme (* um 1597; † 2. Mai 1666 in Gellinghausen)
(kaiserlicher Obrist)
⚭ (I) Kathrin Margarethe von Rump zu Valbert bei Elspe
1. Adam Jodocus Gaugreben zu Valme (Erbe)
2. Merten Balthasar Gaugreben (Prior zu Kloster Cappenberg)
3. Johann Hillebrand Gaugreben (Kapitän), ⚭ Eva Katharina von Dersch († 7. Oktober 1677)
4. Clara Eva Maria Gaugreben (Kanonisse im Stift St. Cyriarkus zu Geseke),[5] ⚭ Georg Hermann Gaugreben zu Goddelsheim

⚭ (II) 3. März 1658 Eslohe: Margarethe von Wrede
Am 7. Februar 1638 bezog Jobst Gaugreben im Namen der Gaugreben zu Bruchhausen das Gut Siedlinghausen, wo er sieben Jahre wohnte. Er wird zunächst als Obristwachtmeister, später als Obristleutnant und dann als Obrist (Colonellus) genannt. Jobst Adam Gaugreben gehörte wohl zu den Kriegsgewinnlern im Dreißigjährigen Krieg. Er forderte z. B. von der Stadt Sachsenberg 2000 Taler Schadensersatz für die angebliche Verwüstung seines dortigen Hauses an der untersten Pforte.
Jobst Adam erwarb mehrere Bauernhöfe in Gellinghausen und wohnte auch dort. Er unterzeichnete bereits 1663 als "Herr zu Gellinghausen und Valme". Die Erhebung von Gellinghausen zum Rittergut konnte er jedoch nicht erreichen; er scheiterte damit auf dem Landtag, denn die Landstände wollten auf die Steuereinnahmen des Bauerngutes, die entfallen wären, wenn es zu einem Adelsgut gemacht worden wäre, nicht verzichten. Gaugreben erhielt lediglich einen einmaligen Schatznachlaß wegen seiner Verdienste um das Herzogtum Westfalen. (Staatsarchiv Münster, Herzogtum Westfalen, Landstände, 115 -116, zum April 1641)

### Adam Jodocus Gaugreben zu Valme, Elpe und Baldeborn (* um 1635; † 1689 in Baldeborn)
(hochfürstlich münsterischer Obrist)
⚭ (I) 1. Mai 1665 Ostwig: Isabella Dorothea von Hanxleden zu Ostwig (* um 1642 in Ostwig; † 13. Januar 1669 in Valme)
1. Jobst Adam Gaugreben (* 11. Februar 1666 in Valme; † um 1690 bei Bonn)
2. Theodor Diedrich Balthasar Gaugreben (* 19. April 1667; † um 1690 bei Bonn), Geistlicher

⚭ (II) 26. November 1669 Valme: Ottone Sophia von Loen zu Baldeborn (* um 1645 in Baldeborn; † 2. Juni 1691 in Baldeborn)
1. Ferdinand Anton Gaugreben zu Valme und Baldeborn (Erbe)
2. Christoph Bernhard Gaugreben zu Elpe (* um 1675; † 9. März 1736 in Baldeborn), ⚭ Anna Dorothea von Schade zu Salwey
3. Carl Friedrich Gaugreben († 24. Juli 1718 in Remagen[11]), Propst zu Remagen und Subprior der Abtei Siegburg[12]
4. Antonetta Sophia Gaugreben, Nonne im Kloster Andernach
5. Maria Margaretha Gaugreben (* 1671), Nonne im Kloster Benninghausen
6. Maria Elisabeth Gaugreben (* 1676), Nonne im Kloster Benninghausen
7. Anna Charlotta Gaugreben († 1686)
8. Maria Hyazinta Gaugreben, Nonne im Kloster Galiläa, Meschede[13]

1668 wurde der Valmer Familie Gaugreben höchstrichterlich die Hälfte des kurkölnischen Lehens Elpe zuerkannt. Die Elper Grundherren Adam Jost Gaugreb zu Valme, Churf. Durchlaucht zu Cöln Haubtmann, und Dieterich ließen am 4. und 5. November 1669 die Grenzen des Lehns notariell begehen (Schnadegang). Die Belehnung durch den Kölner Kurfürsten erfolgte 1671.
Die Bauernhöfe zu Gellinghausen (Diershof, Klaukenhof und Volmars Hof) wurden wieder verkauft. 1683 übernahm Adam Jobst Gaugreben mit Einwilligung der Regierung das Gut Baldeborn, nachdem er die daraufliegenden Schulden bezahlt oder übernommen hatte und sich verpflichtete, für die Eltern und Geschwister seiner Frau zu sorgen. Um diese Zeit verlegten die Valmer Gaugreben ihren Wohnsitz nach Baldeborn.
Adam Jodokus erstellte ein genealogisches Gutachten über die adelige und ritterliche Herkunft der Familie von Loen:

„Deductio, oder ausführlicher, wahrhaffter Bericht, ueber die Genealogie derjenigen Familie von Loen, deren Stambwapen ist ein schwartz auffspringendes, gesteigertes Einhorn im gelben Feldt undt auff dem Helm ein gleich halbschwartzes auß der Cron heraußspringendes Einhorn; darin die Ihrtumben, Unwahrheiten, vndt bloße Affterreden, wodurch deren rittermeßige Qualification ein Zeithers unrechtmeßig gehemmet worden, klarlich angewiesen, handtgreifflich widerlegt undt hingegen die Wahrheit, daß sie, die von Loen, vor ein, zwei, drei, vierhundert undt sechszig Jahren adelich vndt rittermeßig gewesen vndt noch seindt, durch verschiedene newe, alte undt vhralte Beweißthumben ordentlich vorgestellet wirdt. So geschehen auß Liebe der Wahrheith undt der gantzen Loenischen Posterität zu ewiger Nachricht, durch Adam Jobst von Gaugreben zu Valme, Elpe und Baldeborn. Anno 1682.“

In der sogenannten Bilsteiner Redem(p)tionsliste von 1653 wird Valme als Rittergut III. Klasse aufgeführt.
1682 wird der Obrist Adam Jobst als Kommandant der Festung Meppen bezeichnet, gegen 1687 wird er als Obrist und Gouverneur der Zitadelle und Stadt Coesfeld genannt. 1688 ist er Inhaber eines münsterischen Infanterieregiments.
1683 war der Brautschatz der ersten Frau des Adam Jobst Gaugreben noch nicht ausgezahlt, während deren Schwestern Luberta Elisabeth, die Frau von Dersch, und Odilia Charlotte, die Frau des Friedrich Wilhelm Gaugreben, je 1000 Taler Brautschatz erhalten hatten. Adam Jobst Gaugreben erhob für seine Kinder aus erster Ehe Anspruch auf diesen Brautschatz. Diedrich Adam von Hanxleden zu Ostwig übertrug nach Vergleich im Jahre 1686 für den schuldigen Brautschatz von 1000 Talern plus Zinsen für 21 Jahre = 400 Taler dem Adam Jobst und seinen zwei Söhnen die beiden Höfe Krigerjohann und Rubergg zu Anröchte.
1689 machte Adam Jobst Gaugreben sein Testament, das aber in dieser Form nicht zur Ausführung kam, weil seine beiden Söhne aus erster Ehe, von denen Jobst Adam Haupterbe sein sollte, auf dem Schlachtfelde starben. Haupterbe wurde sein Sohn Ferdinand Anton aus der zweiten Ehe.
Im Geograpischem Wegweiser über das Herzogthum Engern und Westphalen im gegenwärtigen Zustande des Caspar Christian Vogt von Elspe (* 1632; † 14. Juli 1703) wird unter den „Hundert und acht und achtzig adlichen Häusern“ auch Valme erwähnt: „121. Valme, gehören von Gaugreben“.

### Ferdinand Anton von Gaugreben zu Valme und Baldeborn (* um 1670 in Valme; † 11. April 1713 in Badeborn)
⚭ um 1700 Anna Agnes Hedwig von Spiegel zum Desenberge zu Oberklingenberg (* um 1675)
1. Wilhelm Hermann von Gaugreben (* 29. Januar 1702; † jung)
2. Ernst Kaspar Christof Joh. von Gaugreben zu Valme und Baldeborn (Erbe)
3. Theodor Max. Lubert von Gaugreben (* 6. Juli 1704, † jung)
4. Anna Otta Antonie Sybilla von Gaugreben (* 28. Februar 1706)
5. Georg Franz Theodor von Gaugreben (* 16. April 1709; † 21. August 1739 zu Vipelancia in Ungarn), Kapitän der Deutschordensballei Westfalen. Nach dem Kirchenbuch Remblinghausen starb er am 'hitzigem Fieber' (Typhus)[22]

1713 starb Ferdinand Anton von Gaugreben. Seine Witwe heiratete Mathias von Falkenstein, was zu schweren Konflikten im Hause Valme-Baldeborn führte. Der Erbe Ernst Kaspar von Gaugreben hasste den Herrn von Falkenstein, was ihm wiederum den Hass seiner Mutter eintrug, so dass diese schließlich ihren Sohn enterbte, soweit sie über eigenes Gut verfügte.

### Ernst Kaspar Christof Joh. von Gaugreben zu Valme und Baldeborn (* 13. Mai 1703 in Baldeborn; † 7. März 1748 in Baldeborn)
(Kurkölnischer Kammerherr, adliger Rat und Droste zu Stadtberge (Marsberg))
⚭ 2. Juni 1726 Remblinghausen: Anna Lucia von Schilder zu Himmighausen (* um 1705; † 6. April 1750 Baldeborn)
1. Franziska Therese Maria Catharina Antonetta von Gaugreben (* 3. Februar 1728; † jung)
2. Bernadine Elisabeth Franziska Antonetta Margarete von Gaugreben zu Valme und Baldeborn (Erbin)

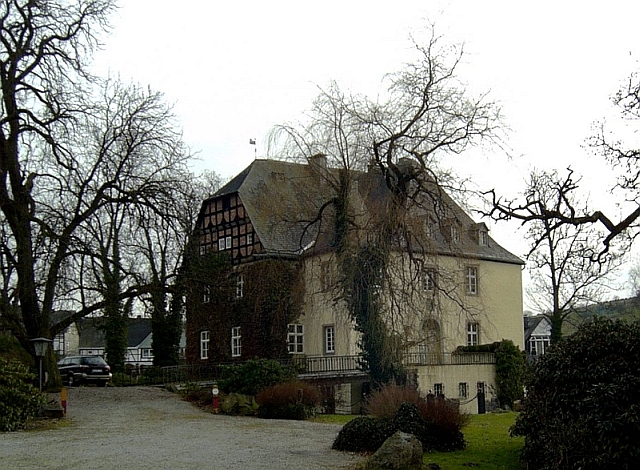
Schloss Bruchhausen

### Bernardine Elisabeth Franziska Antonetta Margarete von Gaugreben zu Valme und Baldeborn (* 30. Oktober 1730 in Baldeborn)
(Kanonisse im Stift St. Cyriarkus zu Geseke)
⚭ 6. April 1750 Remblinghausen: Moritz Bernhard von Gaugreben zu Bruchhausen (* 15. Mai 1726 in Assinghausen; † 25. Dezember 1802 in Bruchhausen)
Am Todestag der Mutter (6. April 1750) schloss die Tochter Bernhardine (getauft am 30. Oktober 1730), die vorher Stiftsdame im Kanonissenstift St. Cyriakus zu Geseke gewesen war, die Ehe mit Adam Moritz von Gaugreben Herr zu Bruchhausen. Am 1. September 1760 vermachte Bernhardine von Gaugreben die Güter Baldeborn und Valme testamentarisch ihrem Ehemann, mit dem sie in kinderloser Ehe lebte. Damit fiel der Besitz der Güter Baldeborn und Valme wieder an Bruchhausen zurück. Valme ist seither ein Nebengut des Ritterguts Bruchhausen.